# Sundhoffen
Sundhoffen est une commune française située dans la circonscription administrative du Haut-Rhin et, depuis le 1er janvier 2021, dans le territoire de la Collectivité européenne d'Alsace, en région Grand Est.
Cette commune se trouve dans la région historique et culturelle d'Alsace.
Ses habitants s'appellent les Sundhoviens.

## Géographie
Située à 5,6 km de Colmar entre la forêt du Neuland et la forêt du Kastenwald, la commune est traversée par l'Ill.
Le village est marqué par une forte activité agricole (céréales, vigne, vergers) et l'élevage (bovins, porcins). L'artisanat est également important.
| Horbourg-Wihr          | Andolsheim | Widensolen  |
| Colmar                 | Sundhoffen | Wolfgantzen |
| Sainte-Croix-en-Plaine | Logelheim  | Appenwihr   |

### Hydrographie

#### Réseau hydrographique
La commune est dans le bassin versant du Rhin au sein du bassin Rhin-Meuse. Elle est drainée par l'Ill,.
L'Ill, d'une longueur de 217 km, prend sa source dans la commune de Winkel et se jette  dans le Grand Canal d'Alsace à Offendorf, après avoir traversé 68 communes. Les caractéristiques hydrologiques de l'Ill sont données par la station hydrologique située sur la commune de Colmar. Le débit moyen mensuel est de 19,3 m3/s. Le débit moyen journalier maximum est de 273 m3/s, atteint lors de la crue du 10 avril 1983. Le débit instantané maximal est quant à lui de 312 m3/s, atteint le 16 février 1990.

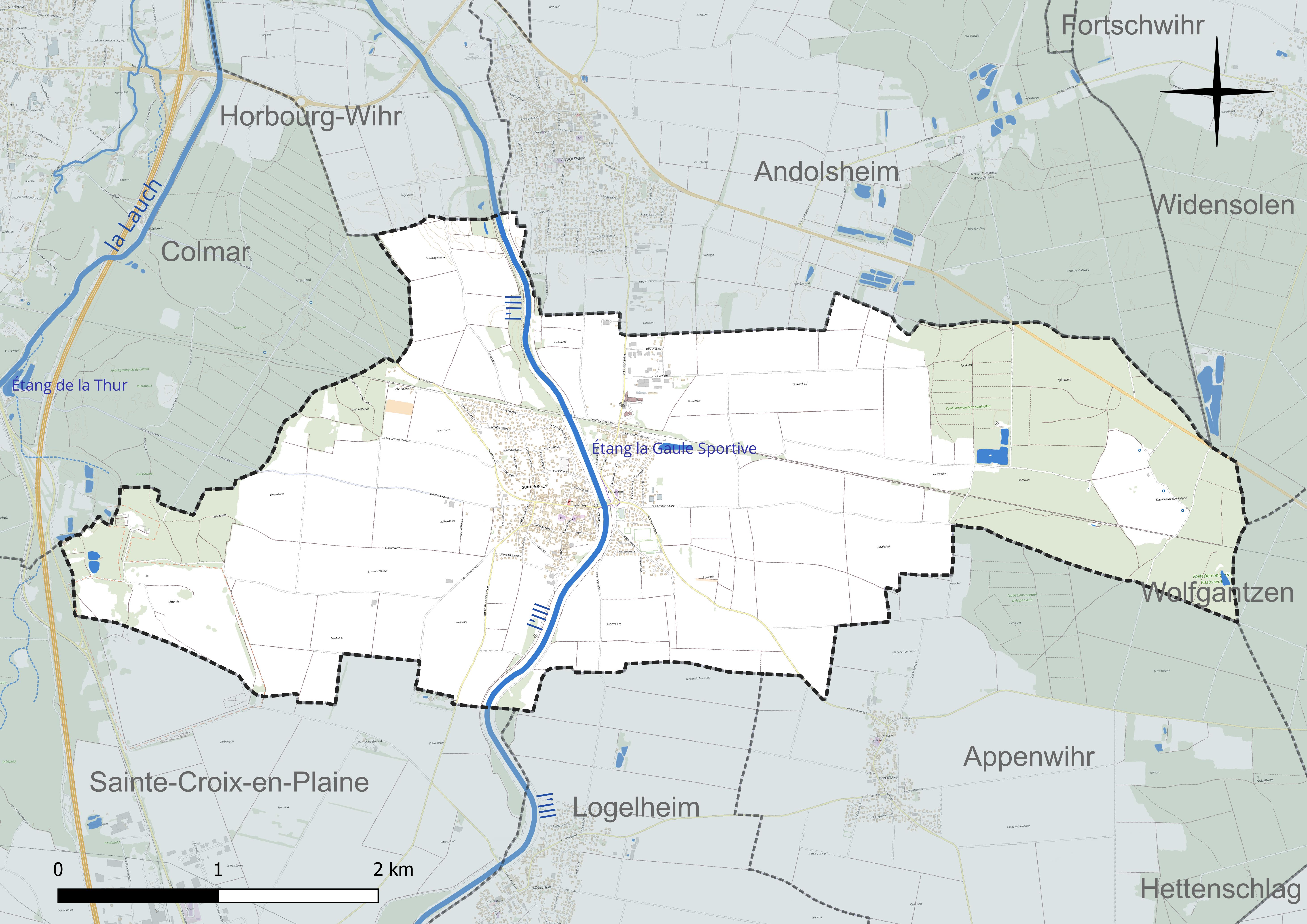
Réseau hydrographique de Sundhoffen.

Un plan d'eau complète le réseau hydrographique : l'étang la Gaule Sportive (0,7 ha),.

#### Gestion et qualité des eaux
Le territoire communal est couvert par le schéma d'aménagement et de gestion des eaux (SAGE) « Ill Nappe Rhin ». Ce document de planification concerne la nappe phréatique rhénane, les cours d'eau de la plaine d'Alsace et du piémont oriental du Sundgau, les canaux situés entre l'Ill et le Rhin et les zones humides de la plaine d'Alsace. Le périmètre s’étend sur 3 596 km2. Il a été approuvé le 17 janvier 2005. La structure porteuse de l'élaboration et de la mise en œuvre est la région Grand Est. 
La qualité des cours d’eau peut être consultée sur un site dédié géré par les agences de l’eau et l’Agence française pour la biodiversité. 

### Climat
Pour des articles plus généraux, voir Climat du Grand Est et Climat du Haut-Rhin.
En 2010, le climat de la commune est de type climat océanique altéré, selon une étude du Centre national de la recherche scientifique s'appuyant sur une série de données couvrant la période 1971-2000. En 2020, Météo-France publie une typologie des climats de la France métropolitaine dans laquelle la commune est exposée à un climat semi-continental et est dans la région climatique  Alsace, caractérisée par une pluviométrie faible, particulièrement en automne et en hiver, un été chaud et bien ensoleillé, une humidité de l’air basse au printemps et en été, des vents faibles et des brouillards fréquents en automne (25 à 30 jours). 
Pour la période 1971-2000, la température annuelle moyenne est de 10,5 °C, avec une amplitude thermique annuelle de 17,8 °C. Le cumul annuel moyen de précipitations est de 583 mm, avec 8,2 jours de précipitations en janvier et 9,1 jours en juillet. Pour la période 1991-2020, la température moyenne annuelle observée sur la station météorologique de Météo-France la plus proche, « Colmar-Inra », sur la commune de Colmar à 6 km à vol d'oiseau, est de 11,3 °C et le cumul annuel moyen de précipitations est de 558,0 mm. 
La température maximale relevée sur cette station est de 39,6 °C, atteinte le 13 août 2003 ; la température minimale est de −22,5 °C, atteinte le 22 février 1986,,. 
Les paramètres climatiques de la commune ont été estimés pour le milieu du siècle (2041-2070) selon différents scénarios d'émission de gaz à effet de serre à partir des nouvelles projections climatiques de référence DRIAS-2020. Ils sont consultables sur un site dédié publié par Météo-France en novembre 2022.

## Urbanisme

### Typologie
Au 1er janvier 2024, Sundhoffen est catégorisée ceinture urbaine, selon la nouvelle grille communale de densité à sept niveaux définie par l'Insee en 2022.
Elle appartient à l'unité urbaine d'Andolsheim, une agglomération intra-départementale regroupant deux  communes, dont elle est une commune de la banlieue,,. Par ailleurs la commune fait partie de l'aire d'attraction de Colmar, dont elle est une commune de la couronne,. Cette aire, qui regroupe 95 communes, est catégorisée dans les aires de 50 000 à moins de 200 000 habitants,.

### Occupation des sols
L'occupation des sols de la commune, telle qu'elle ressort de la base de données européenne d’occupation biophysique des sols Corine Land Cover (CLC), est marquée par l'importance des territoires agricoles (65,9 % en 2018), en diminution par rapport à 1990 (67,7 %). La répartition détaillée en 2018 est la suivante : 
terres arables (64,2 %), forêts (21,2 %), zones urbanisées (9,1 %), milieux à végétation arbustive et/ou herbacée (3,7 %), zones agricoles hétérogènes (1,7 %). L'évolution de l’occupation des sols de la commune et de ses infrastructures peut être observée sur les différentes représentations cartographiques du territoire : la carte de Cassini (XVIIIe siècle), la carte d'état-major (1820-1866) et les cartes ou photos aériennes de l'IGN pour la période actuelle (1950 à aujourd'hui).

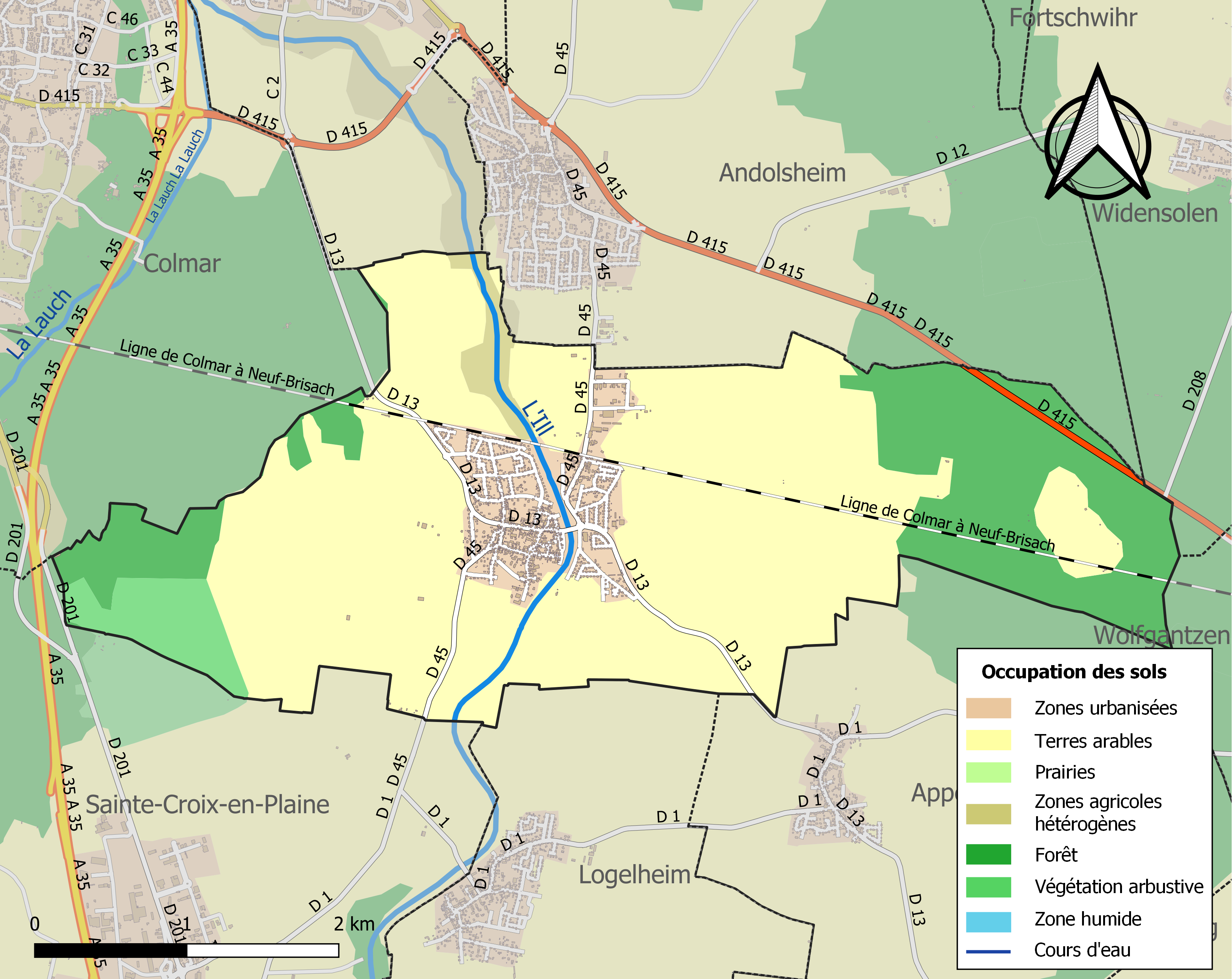
Carte des infrastructures et de l'occupation des sols de la commune en 2018 (CLC).

## Histoire
La première trace écrite du nom de la commune apparaît en 768 sous le nom de Suntor. Le village, avant 1324, appartenait aux seigneurs de Horbourg avant de passer aux mains des comtes de Wurtemberg, qui y introduisirent la Réforme en 1538. Le culte catholique est réimplanté de force en 1685-86 par Louvois. Malgré cela, la majorité de la population est restée protestante jusque dans les années 1970 où furent construits les premiers lotissements[pas clair].

### Héraldique
| Blason de Sundhoffen | Les armes de Sundhoffen se blasonnent ainsi : « De gueules au soc de charrue d'argent posé en pal, la pointe haute. » |

## Politique et administration
| Période                                  | Période       | Identité           | Étiquette | Qualité                  |
| ---------------------------------------- | ------------- | ------------------ | --------- | ------------------------ |
| Les données manquantes sont à compléter. |               |                    |           |                          |
| 1815                                     | 1816          | David Haag         |           |                          |
| 1816                                     | 1820          | Jacques Umdenstock |           |                          |
| 1820                                     | 1839          | Martin Wölfflin    |           |                          |
| 1839                                     | 1846          | Conrad Schuller    |           |                          |
| 1846                                     | 1860          | Mathias Zimmerlin  |           |                          |
| 1860                                     | 1891          | Jean Schuller      |           |                          |
| 1891                                     | 1911          | Mathias Schaeffer  |           |                          |
| 1911                                     | 1915          | Eugène Michel Haag |           |                          |
| 1915                                     | 1918          | Philippe Zaeh      |           |                          |
| décembre 1918                            | décembre 1919 | Georges Kopp       |           |                          |
| décembre 1919                            | mai 1925      | Eugène Michel Haag |           |                          |
| mai 1925                                 | mars 1926     | Jean Zimmerlin     |           |                          |
| mars 1926                                | 1941          | Mathias Schaeffer  |           | Démissionne à l'annexion |
| 1941                                     | février 1945  | Émile Haag         |           | Bürgermeister            |
| février 1945                             | octobre 1945  | Sigismond Kopp     |           |                          |
| octobre 1945                             | octobre 1947  | Charles Zaeh       |           |                          |
| octobre 1947                             | mars 1965     | Eugène Schreck     |           |                          |
| mars 1965                                | mars 1989     | Jean Sick          |           |                          |
| mars 1989                                | En cours      | Jean-Marc Schuller | DVD       |                          |

## Artisanat

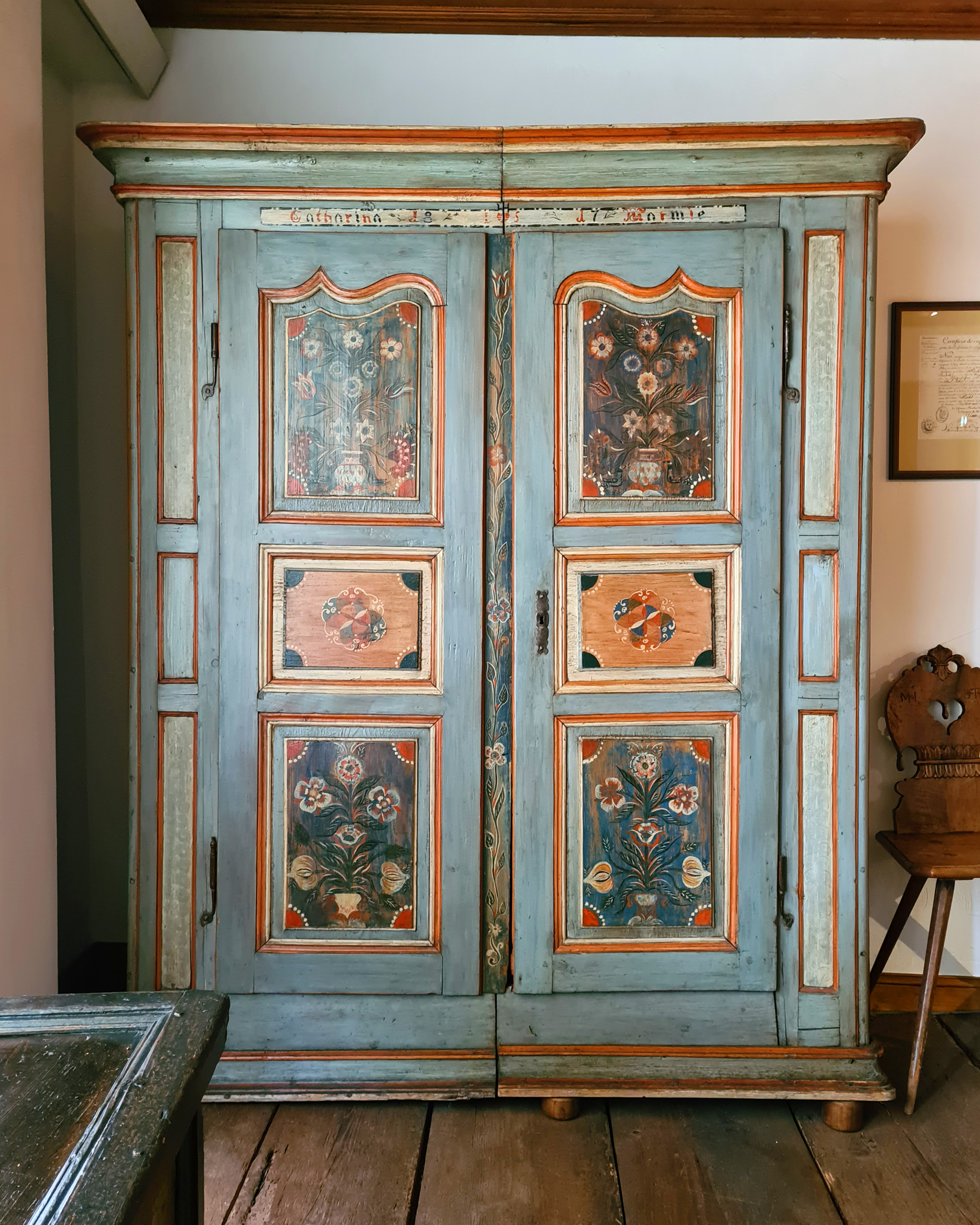
Armoire de mariage de Catharina Marmié (1817).

La commune compte de nombreux artisans, tels qu'un glacier, et deux boucheries (un des seuls villages alsaciens dans ce cas).

## Démographie
L'évolution du nombre d'habitants est connue à travers les recensements de la population effectués dans la commune depuis 1793. Pour les communes de moins de 10 000 habitants, une enquête de recensement portant sur toute la population est réalisée tous les cinq ans, les populations de référence des années intermédiaires étant quant à elles estimées par interpolation ou extrapolation. Pour la commune, le premier recensement exhaustif entrant dans le cadre du nouveau dispositif a été réalisé en 2008.

En 2022, la commune comptait 1 971 habitants, en évolution de +1,23 % par rapport à 2016 (Haut-Rhin : +0,66 %, France hors Mayotte : +2,11 %).
| 1793 | 1800 | 1806  | 1821  | 1831  | 1836  | 1841  | 1846  | 1851  |
| ---- | ---- | ----- | ----- | ----- | ----- | ----- | ----- | ----- |
| 876  | 861  | 1 014 | 1 182 | 1 175 | 1 278 | 1 234 | 1 258 | 1 222 |

| 1856  | 1861  | 1866  | 1871  | 1875  | 1880  | 1885  | 1890  | 1895 |
| ----- | ----- | ----- | ----- | ----- | ----- | ----- | ----- | ---- |
| 1 158 | 1 101 | 1 062 | 1 033 | 1 017 | 1 042 | 1 027 | 1 009 | 933  |

| 1900 | 1905 | 1910 | 1921 | 1926 | 1931 | 1936 | 1946 | 1954 |
| ---- | ---- | ---- | ---- | ---- | ---- | ---- | ---- | ---- |
| 880  | 900  | 861  | 823  | 839  | 831  | 789  | 776  | 800  |

| 1962 | 1968 | 1975  | 1982  | 1990  | 1999  | 2006  | 2008  | 2013  |
| ---- | ---- | ----- | ----- | ----- | ----- | ----- | ----- | ----- |
| 812  | 872  | 1 299 | 1 670 | 1 756 | 1 911 | 1 935 | 1 942 | 1 936 |

| 2018  | 2022  | - | - | - | - | - | - | - |
| ----- | ----- | - | - | - | - | - | - | - |
| 1 930 | 1 971 | - | - | - | - | - | - | - |

## Lieux et monuments
- Temple, 1832, néo-classique ;
- Église Saint-Joseph, XIXe : Sundhoffen est l'une des quelque 50 localités d'Alsace dotées d'une église simultanée[25] ;
- Maisons à colombages ;
- Ancienne gare, construite par la Direction générale impériale des chemins de fer d'Alsace-Lorraine en 1880.

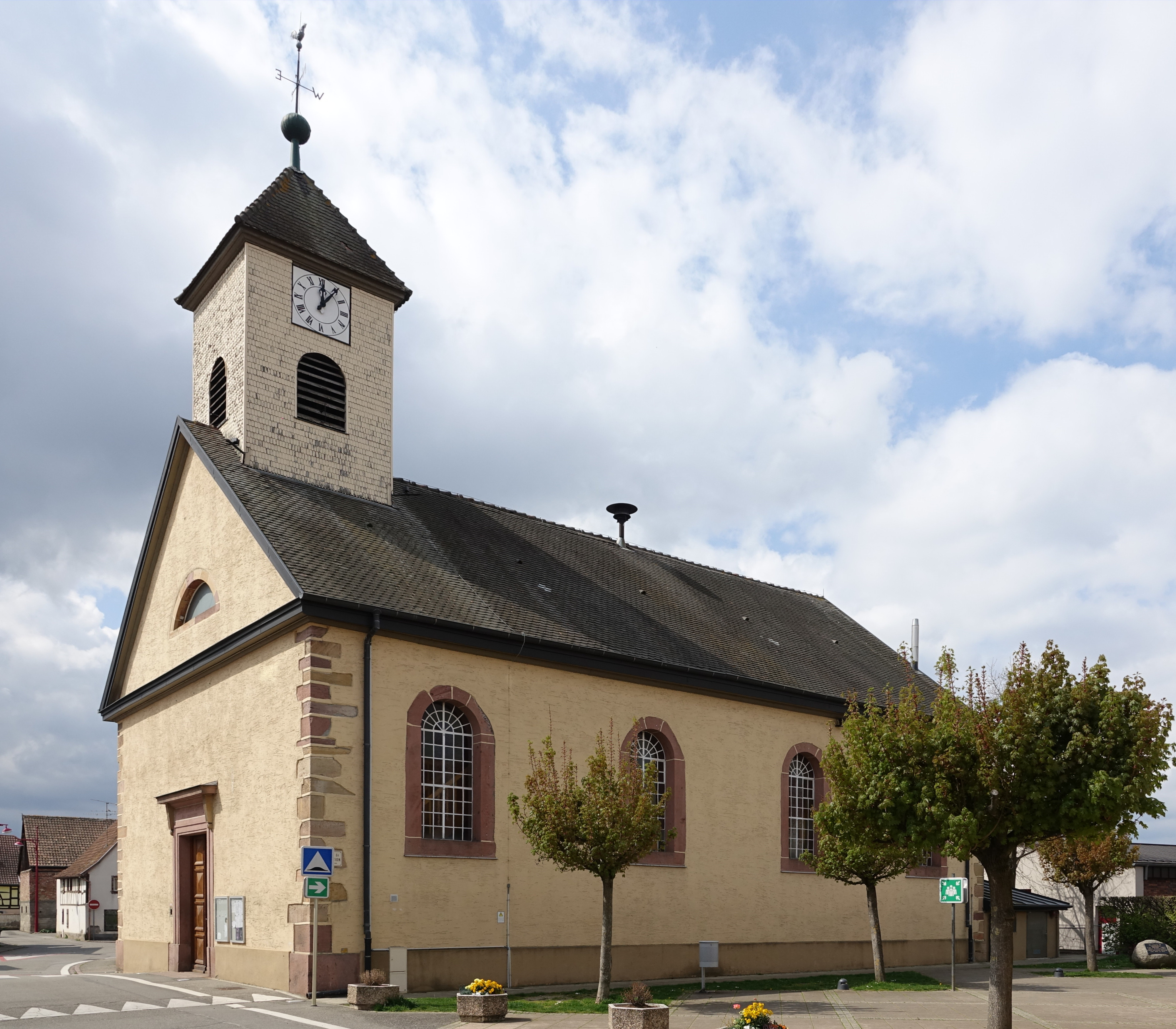
L'église Saint-Joseph.
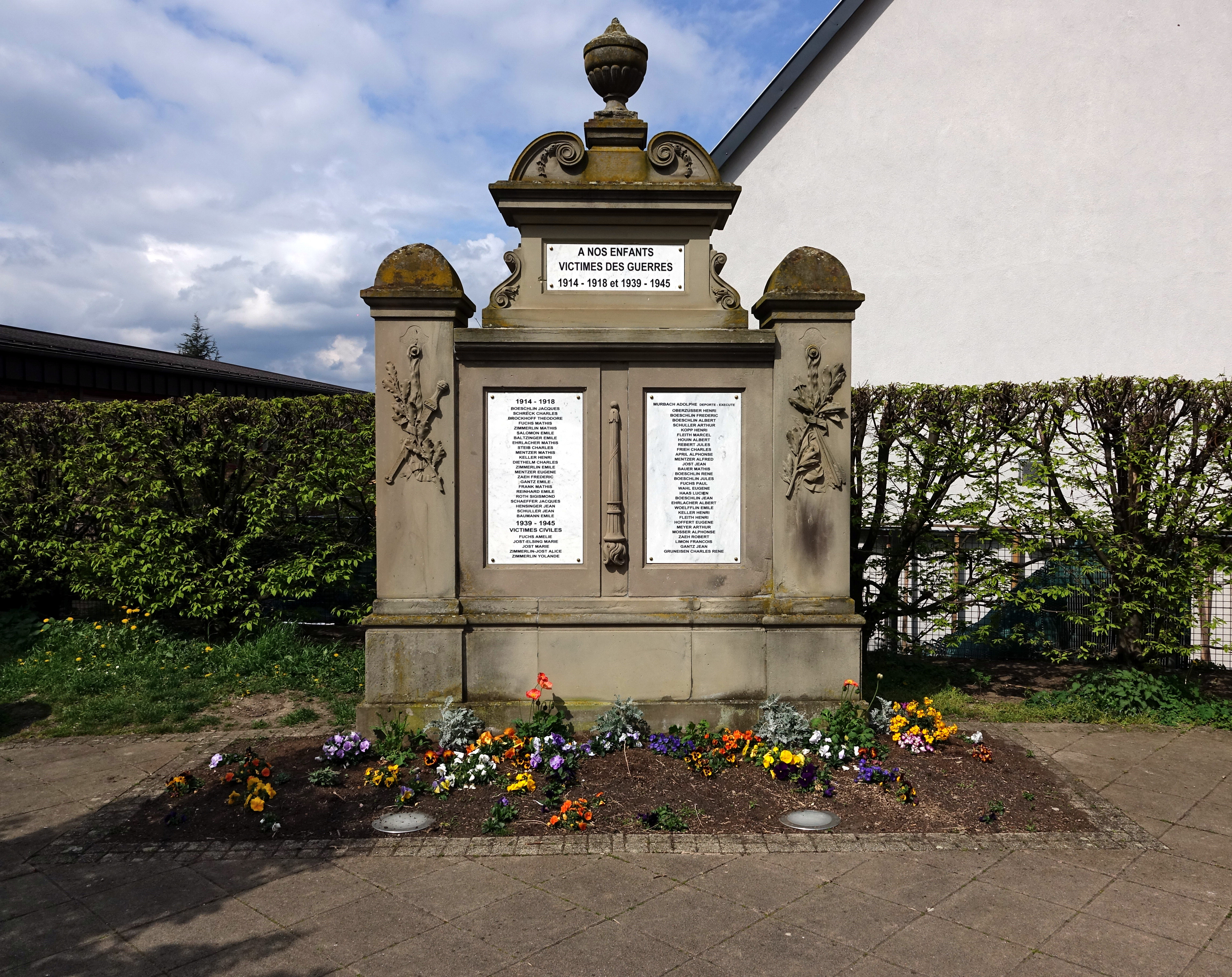
Monument aux morts des Première et Seconde Guerres mondiales.

## Personnalités liées à la commune
- Étienne Marie Antoine Champion de Nansouty surprend une compagnie de cosaques à Sundhoffen.

Un monument commémoratif a été édifié près de la départementale entre Colmar et Sainte-Croix-en-Plaine.
- Le footballeur Yves Ehrlacher est né à Sundhoffen
- La missionnaire Marie Gocker est originaire de Sundhoffen.

## Les bus Trace
Cette commune est desservie par les lignes et arrêts suivants :
|    |  | Parcours                                                                    | Arrêts dans la commune                                                       |
| -- |  | --------------------------------------------------------------------------- | ---------------------------------------------------------------------------- |
| 9  |  | Sundhoffen Centre – Horbourg-Wihr Place du 1er février - Fortschwihr Etangs | Sundhoffen Gare, Muguets, Sundhoffen Centre, Sundhoffen Alpes                |
| 23 |  | Sundhoffen ZA/Centre – Gare – Théâtre                                       | Sundhoffen ZA, Sundhoffen Gare, Muguets, Sundhoffen Alpes, Sundhoffen Centre |